# EMB (Santa Rosa)
EMB is een Amerikaans merk van elektrische scooters
EMB staat voor:Electric Motor Bikes. Amerikaans bedrijf dat in 1998 een elektrische scooter, de Lectra, presenteerde.
EMB werd in 1996 opgericht door Scott Cronk en Rick Wismann en is gevestigd in Santa Rosa, Californië.
De door EMB geproduceerde Lectra scooter heeft een topsnelheid van ca. 60 km/uur en wordt gevoed door twee accu's. De actieradius bedraagt, afhankelijk van de snelheid, 40 tot 100 kilometer.
- Er bestond vroeger nog een merk met de naam EMB, zie EMB (Groot-Brittannië).